# Regió de Tübingen

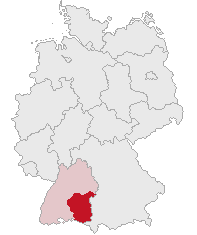
Situació de la regió a Alemanya.

La regió de Tübingen (en alemany Regierungsbezirk Tübingen) és una de les quatre regions administratives (Regierungsbezirk) de l'estat de Baden-Württemberg, Alemanya, localitzada al sud-est de l'estat. La seva capital és la ciutat de Tübingen.
Es subdivideix en tres subregions o associacions regionals (Regionalverband): Neckar-Alb, Donau-Iller i Bodensee-Oberschwaben.
Té una àrea de 8.918 km² i una població d'1.811.202 habitants.

## Geografia
La regió de Tübingen es troba al sud-est de l'estat de Baden-Württemberg i va ser anomenada fins al 31 de desembre del 1972 Regierungsbezirk Südwürttemberg-Hohenzollern (regió de Südwürttemberg-Hohenzollern).
Limita al sud amb el Llac Constança, a l'oest amb les regions de Friburg i Karlsruhe, al nord amb la regió de Stuttgart i a l'est amb Baviera. La seva extensió i límits actuals van ser definits en la reforma territorial i administrativa de l'1 de gener del 1973.
| Kreise (districtes)                                                                                                | Kreisfreie Städte (ciutats independents) |
| --- | ---------------------------------------- |
| 1. Alb-Donau 2. Biberach 3. Bodenseekreis 4. Ravensburg 5. Reutlingen 6. Sigmaringen 7. Tubinga 8. Zollernalbkreis | 1. Ulm                                   |